# Friedrich Clemens Gerke

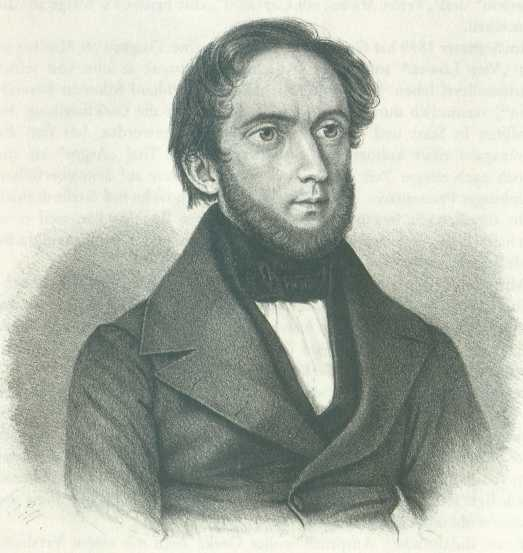
Friedrich Clemens Gerke, 1840
litografia di A. Lill

Friedrich Clemens Gerke (Osnabrück, 22 gennaio 1801 – Amburgo, 21 maggio 1888) è stato uno scrittore, giornalista e musicista tedesco, pioniere del telegrafo e revisore del codice Morse.

## Biografia
Gerke, cresciuto in condizioni modeste, all'età di sedici anni si recò ad Amburgo come servitore e cameriere dello scienziato Arnold Schuback. Nel 1818 passò alle dipendenze del senatore Brunnemann, ed iniziò ad avere uno stipendio fisso per la prima volta nella sua vita. Il 10 luglio 1820 sposò la giovane, affascinante, Sophie Marianne Duclais figlia di modesti immigrati francesi. Provarono a mettere su un negozio di cappelli, ma ben presto l'azienda andò in fallimento. Decisero così di emigrare, come milioni di altri cittadini europei del XIX secolo, con la previsione di arruolarsi nell'esercito britannico.
Via Twielenfleth (Bassa Sassonia) e l'isola di Helgoland, giunsero in Canada nel 1820, e Gerke prestò servizio come musicista nel battaglione Rifle, 60º reggimento in quanto suonava molto bene il clarinetto ed il corno. 
A Gerke però non piaceva molto il servizio militare, e dopo essere riuscito a trovare un sostituto al quale affidare il suo posto nell'esercito, tornò ad Amburgo nel 1823.
Negli anni precedenti Gerke aveva avuto modo di conoscere il telegrafo ottico e poi quello elettrico e lavorato come musicista nei pub e negli stabilimenti per marittimi sulla Reeperbahn. Questa zona di Amburgo era allora sotto amministrazione danese.
In quel periodo iniziò la carriera di scrittore e giornalista e pubblicò numerosi articoli sulla vita sociale e sul criticato malgoverno. Gerke scrisse diversi libri sulla vita in generale, e sull'assistenza sanitaria. Dopo alcuni anni, divenuto indipendente economicamente con la nuova attività, abbandonò la sua professione di musicista.

## Telegrafo ottico ed elettrico
Dal 1838 entrò nello staff del telegrafo ottico di JL Schmidt, che aveva istituito una linea telegrafica privata tra Amburgo e Cuxhaven. Il primo lavoro di Gerke fu quello di risolvere alcuni problemi di carattere tecnico. Questa linea telegrafica ottica serviva come sistema di notifica del passaggio delle navi tra Cuxhaven e l'estuario dell'Elba e dal porto fino a 120 km a monte di Amburgo. Nel 1842, l'anno del Grande incendio di Amburgo, chiese aiuto ai
vigili del fuoco delle località limitrofe con l'aiuto del telegrafo ottico.
Su richiesta del senatore di Amburgo Mohring e degli americani William e Charles Robinson, egli mostrò loro l'uso del telegrafo elettrico Morse. Riconoscendo i grandi vantaggi della nuova tecnologia, Gerke entrò nella Elektro-Magnetische Telegraph Companie che iniziò il suo regolare servizio il 15 luglio 1848 tra Amburgo e Cuxhaven. Gerke divenne ispettore di questa società, che per la prima volta in Europa utilizzò il codice Morse su linea fissa.

## Modifica del codice Morse
Gerke percepiti gli svantaggi del codice Morse statunitense, lo modificò radicalmente codificandolo nella forma attuale, dando così vita all'Alfabeto telegrafico internazionale. Il codice Morse originale consisteva in 4 differenti tipi di segnali. Alcune lettere erano costruite su altre lettere, c'erano diversi segnali brevi e un maggior numero di segnali lunghi. Nel sistema Gerke vi sono soltanto un segnale breve il punto e la linea,  tre volte più lunga del punto. Il codice delle figure è strettamente sistematico. Questo nuovo codice fu adottato dal Deutsch -Oesterreichischer Telegraphenverein e poi accettato dall'Unione internazionale delle telecomunicazioni a Parigi. 
Nel 1850 sua moglie Marianne morì, senza lasciare figli. Dopo un breve periodo di tempo Gerke si sposò con una donna molto più giovane ed ebbe 5 figli.
Dal 1868 Gerke collaborò con l'allora costituito Hamburger Telegraph Office e ne divenne il primo direttore.
Il 21 maggio 1888 Gerke morì e fu sepolto nel cimitero di Ohlsdorf, ad Amburgo. La tomba è stata donata dalla famiglia nel 1930.